# Lijst van gecoverde U2-nummers
Dit is een lijst van covers van U2-nummers. U2 is een Ierse band die werd opgericht in 1976. U2 bestaat uit: Bono (zanger), The Edge (gitarist), Adam Clayton (bassist) en Larry Mullen jr. (drummer). Sinds halverwege de jaren 80 is U2 een van de populairste acts in de wereld. Wereldwijd hebben ze meer dan 170 miljoen albums verkocht.

## 40
40 is het tiende en laatste nummer van het album War. Het nummer is alleen in Duitsland als single uitgebracht.
| Jaar | Gecoverd Door    | Album                                          |
| ---- | ---------------- | ---------------------------------------------- |
| 2000 | The Section      | Strung out on U2                               |
| 2001 | dc Talk          | Solo                                           |
| 2002 | Michael W. Smith | Worship                                        |
| 2004 | Starfield        | In the Name of Love: Artists United for Africa |
| 2005 | The Frames       | Even Better Than the Real Thing Vol. 3         |

## A Sort of Homecoming
A Sort of Homecoming is het eerste nummer van U2's album The Unforgettable Fire. Een live-versie is te vinden op de ep Wide Awake in America.
| Jaar | Gecoverd Door    | Album                                  |
| ---- | ---------------- | -------------------------------------- |
| 2005 | Hazel Kaneswaran | Even Better Than the Real Thing Vol. 3 |

## Acrobat
Acrobat is het elfde nummer van het album Achtung Baby uit 1991.
| Jaar | Gecoverd door | Album                           |
| ---- | ------------- | ------------------------------- |
| 2000 | Kane          | With or Without You             |
| 2001 | People Mover  | Even Better than the Real Thing |

## All I Want Is You
All I Want Is You is het zeventiende nummer van het album Rattle and Hum en werd in 1989 uitgebracht als laatste single van dat album.
| Jaar | Gecoverd door                               | Album                                            |
| ---- | ------------------------------------------- | ------------------------------------------------ |
| 1999 | Absolute Rock                               | A Tribute to the Greatest Hits of U2             |
| 1999 | Mission UK                                  | We Will Follow: A Tribute to U2                  |
| 1999 | Royal Philharmonic Orchestra                | Pride: The Royal Philharmonic Orchestra Plays U2 |
| 1999 | Studio 99                                   | The Best of U2: A Tribute                        |
| 1999 | Tufts Beezlebubs                            | Infinity                                         |
| 2000 | Kane                                        | With or Without You                              |
| 2000 | Stereofeed                                  | Strung Out on U2                                 |
| 2001 | Pickin' On                                  | Pickin' on U2: A Bluegrass Tribute               |
| 2001 | We Three                                    | The Unforgettable Tribute                        |
| 2002 | Bellefire                                   | After the Rain en de single All I Want Is You    |
| 2002 | Josefin Glenmark                            | The Ethereal Tribute to U2                       |
| 2003 | Exit                                        | A Tribute to the Greatest Hits of U2             |
| 2003 | Studio 99                                   | U2: A Tribute                                    |
| 2004 | Jars of Clay                                | In the Name of Love: Artists United for Africa   |
| 2005 | Les Paul and Johnny Rzeznik (Goo Goo Dolls) | American Made World Played                       |
| 2005 | Mark Geary                                  | Even Better Than the Real Thing Vol. 3           |

## An Cat Dubh
An Cat Dubh is het derde nummer van U2's debuutalbum Boy.
| Jaar | Gecoverd door              | Album                           |
| ---- | -------------------------- | ------------------------------- |
| 2001 | Doom Kounty Electric Chair | Even Better than the Real Thing |
| 2005 | The Bravery                | Fearless                        |

## Angel of Harlem
Angel of Harlem is de tweede single van Rattle and Hum.
| Jaar | Gecoverd door                                    | Album                                            |
| ---- | ------------------------------------------------ | ------------------------------------------------ |
| 1999 | Absolute Rock                                    | A Tribute to the Greatest Hits of U2             |
| 1999 | Royal Philharmonic Orchestra                     | Pride: The Royal Philharmonic Orchestra Plays U2 |
| 1999 | Studio 99                                        | The Best of U2: A Tribute                        |
| 2001 | David Hay                                        | The Unforgettable Tribute                        |
| 2001 | Irish Rock Association                           | A Tribute to U2                                  |
| 2003 | Exit                                             | A Tribute to the Greatest Hits of U2             |
| 2003 | Studio 99                                        | U2: A Tribute                                    |
| 2004 | David Keen, Claire Stanacrone, and Michael Goetz | Still Strung Out on U2                           |
| 2006 | 10,000 Maniacs                                   | Live Twenty-Five                                 |

## Bad
Bad is het zevende nummer van het album The Unforgettable Fire. Het nummer staat op de tiende plaats van meest gespeelde U2-nummers tijdens concerten.
| Jaar | Gecoverd door    | Album                                  |
| ---- | ---------------- | -------------------------------------- |
| 1992 | The Joshua Trio  | The Fly                                |
| 1998 | Dream Theater    | Once in a LIVEtime                     |
| 2000 | The Section      | Strung out on U2                       |
| 2001 | Luka Bloom       | Keeper of the Flame                    |
| 2005 | Luka Bloom       | Even Better Than the Real Thing Vol. 3 |
| 2007 | Marcus Satellite | The Marcus Satellite Tribute to U2     |

## Beautiful Day
Beautiful Day is de eerste single van het album All That You Can't Leave Behind. Het was een groot commercieel succes en is een van de grootste U2-hits tot op de dag van vandaag.
| Jaar | Gecoverd door                | Album                                          |
| ---- | ---------------------------- | ---------------------------------------------- |
| 2001 | David Hay                    | The Unforgettable Tribute                      |
| 2001 | Irish Rock Association       | A Tribute to U2                                |
| 2002 | Lisa Linehan                 | The Ethereal Tribute to U2                     |
| 2003 | Exit                         | A Tribute to the Greatest Hits of U2           |
| 2003 | Studio 99                    | U2: A Tribute                                  |
| 2004 | Hiro Goto and Adrienne Woods | Still Strung out on U2                         |
| 2004 | Sanctus Real                 | In the Name of Love: Artists United for Africa |
| 2007 | Axel Rudi Pell               | Diamonds Unlocked                              |

## Bullet the Blue Sky
Bullet the Blue Sky is het vierde nummer op het album The Joshua Tree. Het nummer gaat over de Amerikaanse militaire interventie in de jaren 80 rijdens de burgeroorlog in El Salvador.
| Jaar | Gecoverd door                                 | Album                                     |
| ---- | --------------------------------------------- | ----------------------------------------- |
| 1998 | Coptic Rain                                   | Discovery                                 |
| 1998 | Exit                                          | Zoovenir                                  |
| 1998 | Human                                         | Out of the Dust                           |
| 1999 | P.O.D.                                        | The Fundamental Elements of Southtown     |
| 2000 | Kane                                          | With or Without You                       |
| 2000 | Richard Cheese and Lounge Against the Machine | Lounge Against the Machine                |
| 2001 | Tunnel Fishin'                                | Even Better than the Real Thing           |
| 2003 | Sepultura                                     | Revolusongs en Roorback                   |
| 2007 | Marcus Satellite                              | The Marcus Satellite Tribute to U2        |
| 2007 | Marcus Satellite                              | The Marcus Satellite Tribute to U2        |
| 2007 | Queensrÿche                                   | Take Cover                                |
| 2008 | Vieux Farka Touré                             | In the Name of Love: Africa Celebrates U2 |

## Desire
Desire is de eerste single van het album Rattle and Hum. Het was de eerste U2-single die de nummer 1-positie in de Modern Rock hitlijst in het Verenigd Koninkrijk behaalde.
| Jaar | Gecoverd door                 | Album                                            |
| ---- | ----------------------------- | ------------------------------------------------ |
| 1999 | Absolute Rock                 | A Tribute to the Greatest Hits of U2             |
| 1999 | The Polecats                  | We Will Follow: A Tribute to U2                  |
| 1999 | Royal Philharmonic Orchestra  | Pride: The Royal Philharmonic Orchestra Plays U2 |
| 1999 | Studio 99                     | The Best of U2: A Tribute                        |
| 2000 | Savitri String Quartet        | Strung Out on U2                                 |
| 2001 | David Hay                     | The Unforgettable Tribute                        |
| 2001 | Irish Rock Association        | A Tribute to U2                                  |
| 2001 | Pickin' On                    | Pickin' on U2: A Bluegrass Tribute               |
| 2003 | Exit                          | A Tribute to the Greatest Hits of U2             |
| 2003 | Studio 99                     | U2: A Tribute                                    |
| 2008 | African Underground All-Stars | In the Name of Love: Africa Celebrates U2        |
| 2008 | Nossa Alma Canta              | I Was Made For Bossa                             |

## Discothèque
Discothèque is de eerste single van het album Pop. Het is overigens ook het enige nummer van het album dat tijdens elke tour is gespeeld sinds zijn debuut.
| Jaar | Gecoverd door          | Album                                |
| ---- | ---------------------- | ------------------------------------ |
| 1999 | Intra-Venus            | We Will Follow: A Tribute to U2      |
| 1999 | Studio 99              | The Best of U2: A Tribute            |
| 2001 | Drag                   | Even Better than the Real Thing      |
| 2001 | Irish Rock Association | A Tribute to U2                      |
| 2003 | Exit                   | A Tribute to the Greatest Hits of U2 |
| 2003 | Studio 99              | U2: A Tribute                        |
| 2007 | Marcus Satellite       | The Marcus Satellite Tribute to U2   |

## Drowning Man
Drowning Man is het vijfde nummer op het album War.
| Jaar 2012 | Gecoverd door Anneke van Giersbergen | Album La Scene Bastille |
| --------- | ------------------------------------ | ----------------------- |
| 1995      | Smith & Mighty                       | Bass Is Maternal        |
| 1999      | Madelyn Iris                         | Madelyn Iris            |

## The Electric Co.
The Electric Co. is het tiende nummer op het debuutalbum Boy.
| Jaar | Gecoverd door | Album               |
| ---- | ------------- | ------------------- |
| 2000 | Kane          | With or Without You |

## Electrical Storm
Electrical Storm was de enige single van U2's tweede compilatie-album The Best of 1990-2000. Het nummer behaalde de nummer 1-positie in Canada en diverse Europese landen.
| Jaar | Gecoverd door | Album                                |
| ---- | ------------- | ------------------------------------ |
| 2003 | Exit          | A Tribute to the Greatest Hits of U2 |

## Elevation
Elevation is het derde nummer en de derde single van het album All That You Can't Leave Behind.
| Jaar | Gecoverd door    | Album         |
| ---- | ---------------- | ------------- |
| 2002 | Tufts Beezlebubs | Punch         |
| 2003 | Studio 99        | U2: A Tribute |

## Even Better Than the Real Thing
Even Better Than the Real Thing is het tweede nummer op het album Achtung Baby en werd in 1992 als vierde single van dit album uitgebracht.
| Jaar | Gecoverd door                | Album                                            |
| ---- | ---------------------------- | ------------------------------------------------ |
| 1998 | Sharp Kiddie                 | Zoovenir                                         |
| 1999 | Absolute Rock                | A Tribute to the Greatest Hits of U2             |
| 1999 | Bang Tango                   | We Will Follow: A Tribute to U2                  |
| 1999 | Dead or Alive                | We Will Follow: A Tribute to U2                  |
| 1999 | Royal Philharmonic Orchestra | Pride: The Royal Philharmonic Orchestra Plays U2 |
| 1999 | Studio 99                    | The Best of U2: A Tribute                        |
| 2001 | Kyle                         | The Unforgettable Tribute                        |
| 2003 | Exit                         | A Tribute to the Greatest Hits of U2             |
| 2003 | Studio 99                    | U2: A Tribute                                    |
| 2005 | Jack L                       | Even Better Than the Real Thing Vol. 3           |

## The Fly
The Fly is het zevende nummer op het album Achtung Baby uit 1991. The Fly werd als eerste single van dit album uitgebracht. Het is beschreven als "het geluid van vier mensen die de Joshua Tree omkappen".
Het nummer gaat over een telefoontje van iemand uit de hel die vertelt hoe goed het er is en wat hij er heeft geleerd.
| Jaar | Gecoverd door         | Album                                |
| ---- | --------------------- | ------------------------------------ |
| 1998 | The Blake Carringtons | Zoovenir                             |
| 1999 | Absolute Rock         | A Tribute to the Greatest Hits of U2 |
| 1999 | Studio 99             | The Best of U2: A Tribute            |
| 2003 | Exit                  | A Tribute to the Greatest Hits of U2 |
| 2003 | Studio 99             | U2: A Tribute                        |

## Gloria
Gloria was de tweede single en het openingsnummer van het album October.
| Jaar | Gecoverd door    | Album                                          |
| ---- | ---------------- | ---------------------------------------------- |
| 2004 | Audio Adrenaline | In the Name of Love: Artists United for Africa |
| 2004 | David Keen       | Still Strung Out on U2                         |

## God Part II
God Part II is het veertiende nummer van U2's album Rattle and Hum. Dit nummer is het begin van het geluid wat U2 op Achtung Baby ten gehore zal brengen.
| Jaar | Gecoverd door    | Album                              |
| ---- | ---------------- | ---------------------------------- |
| 2007 | Marcus Satellite | The Marcus Satellite Tribute to U2 |

## Grace
Grace is het laatste nummer van het album All That You Can't Leave Behind.
| Jaar | Gecoverd door    | Album                                          |
| ---- | ---------------- | ---------------------------------------------- |
| 2004 | Nichole Nordeman | In the Name of Love: Artists United for Africa |

## Heartland
Heartland is het dertiende nummer op het album Rattle and Hum. In tegenstelling tot de andere nummers op dit album, was Heartland een overblijfsel van de opnames voor het album The Joshua Tree.
| Jaar | Gecoverd door | Album                                  |
| ---- | ------------- | -------------------------------------- |
| 2005 | Bell X1       | Even Better Than the Real Thing Vol. 3 |

## Hold Me, Thrill Me, Kiss Me, Kill Me
Hold Me, Thrill Me, Kiss Me, Kill Me is een single van U2 die werd gebruikt voor de soundtrack van de film Batman Forever. Het nummer staat ook op het compilatie-album The Best of 1990-2000.
| Jaar | Gecoverd door          | Album                                |
| ---- | ---------------------- | ------------------------------------ |
| 1996 | The Starlite Singers   | 100 Hollywood Movie Hits             |
| 1997 | The Countdown Singers  | Best of Today's Movie Hits           |
| 1998 | Groove Tunnel          | Zoovenir                             |
| 2001 | Irish Rock Association | A Tribute to U2                      |
| 2002 | The Brown Derbies      | Hybrid                               |
| 2002 | Cactus Jack            | DisCover                             |
| 2003 | Exit                   | A Tribute to the Greatest Hits of U2 |
| 2003 | Studio 99              | U2: A Tribute                        |
| 2004 | Cactus Jack            | Natur all                            |

## I Still Haven't Found What I'm Looking For
I Still Haven't Found What I'm Looking For is het tweede nummer op het album The Joshua Tree, het nummer werd als tweede single van datzelfde album uitgebracht. I Still Haven't Found What I'm Looking For is gebaseerd op een ander nummer van U2, getiteld Under the Weather Girls. I Still Haven't Found What I'm Looking For is tevens het meestgecoverde nummer van U2.
| Jaar | Gecoverd door                | Album                                            |
| ---- | ---------------------------- | ------------------------------------------------ |
| 1990 | The Chimes                   | I Still Haven't Found What I'm Looking For       |
| 1990 | Phil Coulter                 | Recollections                                    |
| 1991 | Badesalz                     | I Still Haven't Found What I'm Looking For       |
| 1991 | Big Daddy                    | Cutting Their Own Groove                         |
| 1991 | Negativland                  | U2 EP                                            |
| 1992 | Robin Crow                   | Electric Cinema                                  |
| 1992 | Cecilio & Kapono             | Summerlust                                       |
| 1993 | The Brown Derbies            | Hat Trick                                        |
| 1993 | Tufts Beelzebubs             | Vince                                            |
| 1994 | Booker T. & The M.G.s        | That's the Way It Should Be                      |
| 1995 | Marva Wright                 | I Still Haven't Found                            |
| 1996 | David Agnew and David Downes | Celtic Moods: Fir Na Keol                        |
| 1997 | Dale Ann Bradley             | East Kentucky Morning                            |
| 1998 | The Chosen                   | Zoovenir                                         |
| 1998 | James McNally                | Everybreath                                      |
| 1999 | Absolute Rock                | A Tribute to the Greatest Hits of U2             |
| 1999 | New Voices of Freedom        | Rockspel                                         |
| 1999 | Royal Philharmonic Orchestra | Pride: The Royal Philharmonic Orchestra Plays U2 |
| 1999 | Studio 99                    | The Best of U2: A Tribute                        |
| 2000 | Cloning Einstein             | Cloning Einstein                                 |
| 2000 | The Countdown Singers        | 80's Chartbusters                                |
| 2000 | Savitri String Quartet       | Strung Out on U2                                 |
| 2001 | Kyle                         | The Unforgettable Tribute                        |
| 2001 | Pickin' On                   | Pickin' on U2: A Bluegrass Tribute               |
| 2002 | Friend 'N Fellow             | Taxi                                             |
| 2002 | Mele                         | The Ethereal Tribute to U2                       |
| 2003 | Bonnie Tyler                 | Heart Strings                                    |
| 2003 | Cher                         | Live! The Farewell Tour                          |
| 2003 | Studio 99                    | U2: A Tribute                                    |
| 2003 | TGD                          | Na żywo                                          |
| 2005 | Juliet Turner                | Even Better Than the Real Thing Vol. 3           |
| 2006 | Journey South                | Journey South                                    |
| 2007 | Marcus Satellite             | The Marcus Satellite Tribute to U2               |
| 2008 | Cheikh Lô                    | In the Name of Love: Africa Celebrates U2        |

## I Will Follow
I Will Follow is het openingsnummer van het album Boy. Bono schreef dit nummer naar aanleiding van de tragische dood van zijn moeder.
| Jaar | Gecoverd door          | Album                              |
| ---- | ---------------------- | ---------------------------------- |
| 1998 | Doug Pinnick           | The Mother of all Tribute Albums   |
| 1999 | Spahn Ranch            | We Will Follow: A Tribute to U2    |
| 2000 | Kane                   | With or Without You                |
| 2000 | Savitri String Quartet | Strung Out on U2                   |
| 2001 | Army of Halfwits       | The Unforgettable Tribute          |
| 2005 | Fear Factory           | Transgression                      |
| 2006 | The Upper Room         | Other People's Problems            |
| 2007 | Marcus Satellite       | The Marcus Satellite Tribute to U2 |
| 2007 | WAZ                    | Master                             |

## If God Will Send His Angels
If God Will Send His Angels is de vijfde single van het album Pop. Daarnaast is het nummer ook gebruikt voor de soundtrack voor de film City of Angels.
| Jaar | Gecoverd door          | Album           |
| ---- | ---------------------- | --------------- |
| 1999 | Movie Sound Orchestra  | Movie Hits      |
| 2001 | Irish Rock Association | A Tribute to U2 |
| 2003 | Studio 99              | U2: A Tribute   |

## In a Little While
In a Little While is het zesde nummer op het album All That You Can't Leave Behind.
| Jaar | Gecoverd door | Album                               |
| ---- | ------------- | ----------------------------------- |
| 2003 | Studio 99     | U2: A Tribute                       |
| 2005 | Hanson        | The Best of Hanson: Live & Electric |

## In God's Country
In God's Country is het zevende nummer op het album The Joshua Tree en is als vierde single van datzelfde album uitgebracht. Een liveversie van het nummer is te vinden op het album Rattle and Hum.
| Jaar | Gecoverd door                                    | Album                              |
| ---- | ------------------------------------------------ | ---------------------------------- |
| 1998 | Caedmon's Call                                   | The Guild Collection Vol. 2        |
| 2001 | Deep Mosey                                       | Even Better than the Real Thing    |
| 2001 | Pickin' On                                       | Pickin' on U2: A Bluegrass Tribute |
| 2003 | Studio 99                                        | U2: A Tribute                      |
| 2004 | Hiro Goto and Adrienne Woods                     | Still Strung Out on U2             |
| 2005 | Tribe of Heaven (Dave Matthews and Mark Roebuck) | Imagine We Were                    |

## Last Night on Earth
Last Night on Earth is de derde single van het album Pop.
| Jaar | Gecoverd door | Album         |
| ---- | ------------- | ------------- |
| 2003 | Studio 99     | U2: A Tribute |

## Lemon
Lemon is het vierde nummer op het album Zooropa en is als tweede single van datzelfde album uitgebracht.
| Jaar | Gecoverd door | Album                           |
| ---- | ------------- | ------------------------------- |
| 2001 | Jay Buchannan | Even Better than the Real Thing |

## Like a Song...
Like a Song... is het vierde nummer op het album War. Het is maar een keer live ten gehore gebracht.
| Jaar | Gecoverd door | Album          |
| ---- | ------------- | -------------- |
| 1990 | Believer      | Sanity Obscure |

## Love Is Blindness
Love Is Blindness is het twaalfde en laatste nummer op het album Achtung Baby uit 1991.
| Jaar | Gecoverd door                | Album                                          |
| ---- | ---------------------------- | ---------------------------------------------- |
| 1996 | Cassandra Wilson             | New Moon Daughter                              |
| 2000 | Kane                         | With or Without You                            |
| 2001 | Emou                         | Still...Pretty Good Year                       |
| 2001 | Trespassers William          | Even Better than the Real Thing                |
| 2004 | Sixpence None the Richer     | In the Name of Love: Artists United for Africa |
| 2005 | The Devlins, met Sharon Corr | Even Better Than the Real Thing Vol. 3         |
| 2006 | The Devlins                  | Rescue Me Soundtrack                           |
| 2008 | Waldemar Bastos              | In the Name of Love: Africa Celebrates U2      |
| 2012 | Jack White                   | Blunderbuss                                    |

## Love Rescue Me
Love Rescue Me is het elfde nummer op het album Rattle and Hum. Het nummer is een samenwerking tussen U2 en Bob Dylan.
| Jaar | Gecoverd door | Album                                  |
| ---- | ------------- | -------------------------------------- |
| 2005 | Rosey         | Even Better Than the Real Thing Vol. 3 |

## Miss Sarajevo
Miss Sarajevo is de enige single van het album Original Soundtracks No. 1 van de Passengers, een samenwerking tussen U2 en Brian Eno. Op dit nummer is ook Luciano Pavarotti te horen met een opera solo. Miss Sarajevo verscheen ook op het compilatie-album The Best of 1990-2000.
| Jaar | Gecoverd door            | Album                       |
| ---- | ------------------------ | --------------------------- |
| 1996 | Messengers, met J. Gross | Miss Sarajevo               |
| 1999 | George Michael           | Songs from the Last Century |
| 2008 | Jahlila                  | Gotta Be Me                 |

## MLK
MLK is het tiende en laatste nummer van het album The Unforgettable Fire uit 1984. Het is een kort nummer en tevens een ode aan Martin Luther King, Jr..
| Jaar | Gecoverd oor          | Album                        |
| ---- | --------------------- | ---------------------------- |
| 1988 | Joan Baez             | Recently en Brothers in Arms |
| 1993 | Kings Singers         | Good Vibrations              |
| 1999 | Ohlone Choral Singers | A Few of Our Favorite Things |

## Mothers of the Disappeared
Mothers of the Disappeared is het elfde en laatste nummer op het album The Joshua Tree. Het nummer gaat over de Moeders van de Plaza de Mayo.
| Jaar | Gecoverd door | Album                                  |
| ---- | ------------- | -------------------------------------- |
| 2001 | Pickin' On    | Pickin' on U2: A Bluegrass Tribute     |
| 2003 | Studio 99     | U2: A Tribute                          |
| 2005 | Paddy Casey   | Even Better Than the Real Thing Vol. 3 |

## Mysterious Ways
Mysterious Ways was de tweede single van het album Achtung Baby uit 1991.
| Jaar | Gecoverd door            | Album                                          |
| ---- | ------------------------ | ---------------------------------------------- |
| 1993 | KMFDM                    | Shut Up Kitty en Agogo                         |
| 1998 | Blue Plastic             | Zoovenir                                       |
| 1999 | New Voices of Freedom    | Rockspel                                       |
| 1999 | Studio 99                | The Best of U2: A Tribute                      |
| 2000 | Stereofeed               | Strung Out on U2                               |
| 2000 | Tufts Amalgamates        | Juice                                          |
| 2001 | Pickin' On               | Pickin' on U2: A Bluegrass Tribute             |
| 2003 | Studio 99                | U2: A Tribute                                  |
| 2004 | Toby Mac and Sarah Kelly | In the Name of Love: Artists United for Africa |
| 2008 | Angélique Kidjo          | In the Name of Love: Africa Celebrates U2      |

## New Year's Day
New Year's Day is de eerste single van het album War. Het was de eerste hit single van de band.
| Jaar | Gecoverd door                   | Album                                            |
| ---- | ------------------------------- | ------------------------------------------------ |
| 1995 | Gigi D'Agostino                 | New Year's Day                                   |
| 1997 | Route 401                       | D.J. Mix '97: Volume 1                           |
| 1999 | 2fabiola                        | 2000 Radio Mix                                   |
| 1999 | Frontline Assembly with Tiffany | We Will Follow: A Tribute to U2                  |
| 1999 | Royal Philharmonic Orchestra    | Pride: The Royal Philharmonic Orchestra Plays U2 |
| 2000 | Savitri String Quartet          | Strung out on U2                                 |
| 2001 | Vee                             | The Unforgettable Tribute                        |
| 2003 | Exit                            | A Tribute to the Greatest Hits of U2             |
| 2003 | Studio 99                       | U2: A Tribute                                    |
| 2005 | Aslan                           | Even Better Than the Real Thing Vol. 3           |

## Numb
Numb was de eerste single van het album Zooropa.
| Jaar | Gecoverd door | Album                           |
| ---- | ------------- | ------------------------------- |
| 1999 | Die Krupps    | We Will Follow: A Tribute to U2 |

## The Ocean
The Oceanis het zevende nummer op het album Boy. Dit nummer is met iets meer dan anderhalve minuut het kortste U2-nummer.
| Jaar | Gecoverd door | Album                           |
| ---- | ------------- | ------------------------------- |
| 2001 | Mega Maniac   | Even Better than the Real Thing |

## October
October is het zevende nummer op het album October uit 1981. Het is tevens een hidden track op het album The Best of 1980-1990.
| Jaar | Gecoverd door     | Album                                  |
| ---- | ----------------- | -------------------------------------- |
| 1999 | Rosetta Stone     | We Will Follow: A Tribute to U2        |
| 2005 | The Divine Comedy | Even Better Than the Real Thing Vol. 3 |

## One
One is het derde nummer op het album Achtung Baby uit 1991 en werd in 1992 als single uitgebracht. Veel mensen zien dit als U2's grootste hit.
| Jaar | Gecoverd door                  | Album                                            |
| ---- | ------------------------------ | ------------------------------------------------ |
| 1995 | Automatic Baby                 | Live X II - One Life                             |
| 1995 | Mica Paris                     | One                                              |
| 1998 | The Straightjackets            | Zoovenir                                         |
| 1999 | Absolute Rock                  | A Tribute to the Greatest Hits of U2             |
| 1999 | Information Society            | We Will Follow: A Tribute to U2                  |
| 1999 | Royal Philharmonic Orchestra   | Pride: The Royal Philharmonic Orchestra Plays U2 |
| 1999 | Studio 99                      | The Best of U2                                   |
| 2000 | Johnny Cash                    | American III: Solitary Man                       |
| 2000 | Kane                           | With or Without You                              |
| 2001 | Aaron Kaplan                   | Even Better than the Real Thing                  |
| 2001 | E-Cylpse                       | The Unforgettable Tribute                        |
| 2001 | Pickin' On                     | Pickin' on U2: A Bluegrass Tribute               |
| 2002 | Mele                           | The Ethereal Tribute to U2                       |
| 2003 | Jarvis Church                  | Peace Songs                                      |
| 2003 | Studio 99                      | U2: A Tribute                                    |
| 2004 | Joe Cocker                     | Heart & Soul                                     |
| 2004 | David Keen                     | Still Strung out on U2                           |
| 2004 | Jimmy Little                   | Life's What You Make It                          |
| 2004 | Tait                           | In the Name of Love: Artists United for Africa   |
| 2004 | Warren Haynes                  | Live at Bonnaroo                                 |
| 2004 | Wendy Matthews                 | Café Naturale                                    |
| 2005 | Cowboy Junkies                 | Early 21st Century Blues                         |
| 2005 | Jerry Fish and the Mudbug Club | Even Better Than the Real Thing Vol. 3           |
| 2006 | Mary J. Blige                  | The Breakthrough                                 |
| 2008 | Keziah Jones                   | In the Name of Love: Africa Celebrates U2        |

## One Tree Hill
One Tree Hill werd alleen als single in Nieuw-Zeeland uitgebracht in 1988. Daar behaalde het de nummer 1-positie. De titel van het nummer verwijst naar een vulkanische bergtop in Nieuw-Zeeland.
| Jaar | Gecoverd door     | Album                              |
| ---- | ----------------- | ---------------------------------- |
| 1993 | Mortal            | Recorded Live: Vol. 5              |
| 1994 | Tufts Amalgamates | Unexpected Guests                  |
| 2001 | Pickin' On        | Pickin' on U2: A Bluegrass Tribute |

## Party Girl
Party Girl werd als B-kant uitgebracht op de single van A Celebration. De originele titel van het nummer is Trash, Trampoline and the Party Girl, maar dit is ingekort tot Party Girl. Het nummer staat onder andere op het album Under a Blood Red Sky.
| Jaar | Gecoverd door | Album    |
| ---- | ------------- | -------- |
| 1998 | Automobile    | Zoovenir |

## Please
Please is de vierde single van het album Pop. Voordat het nummer als single verscheen was het al te horen op de ep Please: Popheart Live EP.
| Jaar | Gecoverd door | Album         |
| ---- | ------------- | ------------- |
| 2003 | Studio 99     | U2: A Tribute |

## Pride (In the Name of Love)
Pride (In the Name of Love) was de eerste single van het album The Unforgettable Fire. Het nummer gaat over Martin Luther King Jr.
| Jaar | Gecoverd door                | Album                                            |
| ---- | ---------------------------- | ------------------------------------------------ |
| 1987 | Barbara Dickson              | After Dark                                       |
| 1990 | West Angeles Church of God   | Little Saints in Praise                          |
| 1991 | C&C Music Factory            | Pride (In the Name of Love)                      |
| 1993 | Kingston Club                | Pride (In the Name of Love)                      |
| 1994 | Tufts Beelzebubs             | House                                            |
| 1997 | The Brown Derbies            | Nightcap                                         |
| 1997 | Hapa                         | In the Name of Love                              |
| 1998 | Inbetweendays                | Zoovenir                                         |
| 1999 | Absolute Rock                | A Tribute to the Greatest Hits of U2             |
| 1999 | Razed in Black               | We Will Follow: A Tribute to U2                  |
| 1999 | Royal Philharmonic Orchestra | Pride: The Royal Philharmonic Orchestra Plays U2 |
| 2000 | Kane                         | With or Without You                              |
| 2000 | United Colours of Sound      | Pride                                            |
| 2001 | Fiction Bailey               | Even Better than the Real Thing                  |
| 2001 | Kyle                         | The Unforgettable Tribute                        |
| 2001 | Irish Rock Association       | A Tribute to U2                                  |
| 2001 | Pickin' On                   | Pickin' on U2: A Bluegrass Tribute               |
| 2003 | Exit                         | A Tribute to the Greatest Hits of U2             |
| 2003 | Sandtown                     | Based on a True Story                            |
| 2003 | Signal Hill                  | Live at the Lower Deck 2                         |
| 2003 | Studio 99                    | U2: A Tribute                                    |
| 2004 | Delirious?                   | In the Name of Love: Artists United for Africa   |
| 2004 | David Keen                   | Still Strung Out on U2                           |
| 2006 | Flyleaf met Richard Patrick  | Family Values Tour 2006                          |
| 2006 | Nouvelle Vague               | Bande à Part                                     |
| 2006 | Shawn Colvin                 | These Four Walls                                 |
| 2007 | Marcus Satellite             | The Marcus Satellite Tribute to U2               |
| 2008 | Soweto Gospel Choir          | In the Name of Love: Africa Celebrates U2        |

## Promenade
Promenade is het vijfde nummer op het album The Unforgettable Fire uit 1984.
| Jaar | Gecoverd door | Album      |
| ---- | ------------- | ---------- |
| 2001 | Calla         | Scavengers |

## Red Hill Mining Town
Red Hill Mining Town is het zesde nummer op het album The Joshua Tree uit 1987.
| Jaar | Gecoverd door | Album                                 |
| ---- | ------------- | ------------------------------------- |
| 1996 | Dream Theater | International Fanclub Christmas Album |

## Running to Stand Still
Running to Stand Still is het vijfde nummer op het album The Joshua Tree. Het is een langzaam nummer, vooral gebaseerd op het keyboard. Het nummer gaat over een heroïneverlsaafde vrouw uit Dublin.
| Jaar | Gecoverd door              | Album                                  |
| ---- | -------------------------- | -------------------------------------- |
| 2000 | Kane                       | With or Without You                    |
| 2001 | Doom Kounty Electric Chair | Even Better than the Real Thing        |
| 2002 | Mele                       | The Ethereal Tribute to U2             |
| 2005 | Mickey Harte               | Even Better Than the Real Thing Vol. 3 |
| 2009 | Elbow                      | War Child: Heroes                      |

## Seconds
Seconds is het tweede nummer op het album War. Het nummer bevat een stuk uit de documentaire Soldier Girls uit 1982. Dit is tevens het eerste nummer waar The Edge de eerste stem voor zijn rekening neemt.
| Jaar | Gecoverd door                    | Album                                     |
| ---- | -------------------------------- | ----------------------------------------- |
| 2005 | Mundy                            | Even Better Than the Real Thing Vol. 3    |
| 2005 | Rogue Wave                       | iTunes Exclusive EP                       |
| 2008 | Sierra Leone's Refugee All Stars | In the Name of Love: Africa Celebrates U2 |

## Silver and Gold
Silver and Gold werd oorspronkelijk door Bono geschreven voor het project Artists United Against Apartheid. Het nummer werd in 1985 opgenomen door Bono, Keith Richards en Ron Wood. U2 nam het nummer in 1987 opnieuw op als B-kant voor hun single Where the Streets Have No Name.
| Jaar | Gecoverd door    | Album                              |
| ---- | ---------------- | ---------------------------------- |
| 2007 | Marcus Satellite | The Marcus Satellite Tribute to U2 |

## So Cruel
So Cruel is het zesde nummer op het album Achtung Baby uit 1991.
| Jaar | Gecoverd door | Album                                  |
| ---- | ------------- | -------------------------------------- |
| 2002 | Mele          | The Ethereal Tribute to U2             |
| 2005 | Erin McKeown  | Even Better Than the Real Thing Vol. 3 |

## Sometimes You Can't Make It on Your Own
Sometimes You Can't Make It on Your Own is de tweede single van het album How to Dismantle an Atomic Bomb uit 2004. Het nummer behaalde de eerste positie in de Britse hitlijsten en won twee Grammy Awards.
| Jaar | Gecoverd door  | Album                                     |
| ---- | -------------- | ----------------------------------------- |
| 2008 | Vusi Mahlasela | In the Name of Love: Africa Celebrates U2 |

## Staring at the Sun
Staring at the Sun is de tweede single van het album Pop.
| Jaar | Gecoverd door          | Album           |
| ---- | ---------------------- | --------------- |
| 2001 | Irish Rock Association | A Tribute to U2 |
| 2003 | Studio 99              | U2: A Tribute   |

## Stay (Faraway, So Close!)
Stay (Faraway, So Close!) was de derde single van het album Zooropa. Daarnaast werd het nummer gebruikt voor de soundtrack van de film Faraway, So Close! van Wim Wenders.
| Jaar | Gecoverd door           | Album            |
| ---- | ----------------------- | ---------------- |
| 1994 | Al Hirt                 | Brit Awards 1994 |
| 2001 | Irish Rock Association  | A Tribute to U2  |
| 2002 | Craig Armstrong en Bono | As If to Nothing |
| 2003 | Studio 99               | U2: A Tribute    |

## Stuck in a Moment You Can't Get Out Of
Stuck in a Moment You Can't Get Out Of werd als single uitgebracht van het album All That You Can't Leave Behind. Het nummer won een Grammy Award in 2002.
| Jaar | Gecoverd door                | Album                                |
| ---- | ---------------------------- | ------------------------------------ |
| 2001 | Irish Rock Association       | A Tribute to U2                      |
| 2002 | Josephin Glenmark            | The Ethereal Tribute to U2           |
| 2003 | Exit                         | A Tribute to the Greatest Hits of U2 |
| 2004 | Hiro Goto and Adrienne Woods | Still Strung out on U2               |

## Sunday Bloody Sunday
Sunday Bloody Sunday is het openingsnummer van het album War, daarnaast werd het nummer als derde single van datzelfde album uitgebracht. Dit is een van U2's meest politiekgerichte nummers, het gaat over Bloody Sunday in Noord-Ierland.
| Jaar | Gecoverd door                                 | Album                                               |
| ---- | --------------------------------------------- | --------------------------------------------------- |
| 1990 | Phil Coulter                                  | Recollections                                       |
| 1996 | Corale                                        | Italo Magic Dance Hits Super Mix 96                 |
| 1998 | Echo Hollow                                   | The Mother of all Tribute Albums                    |
| 1999 | Electric Hellfire Club                        | We Will Follow: A Tribute to U2                     |
| 1999 | Royal Philharmonic Orchestra                  | Pride: The Royal Philharmonic Orchestra Plays U2    |
| 2001 | Evergreen Terrace                             | Losing All Hope Is Freedom                          |
| 2004 | The Living End                                | From Here On In                                     |
| 2004 | Pillar                                        | In the Name of Love: Artists United for Africa      |
| 2004 | Red Hot Chili Peppers                         | Live in Hyde Park                                   |
| 2005 | Funeral for a Friend                          | Monsters                                            |
| 2005 | Richard Cheese and Lounge Against the Machine | Aperitif for Destruction                            |
| 2006 | Ignite                                        | Our Darkest Days                                    |
| 2007 | Paramore                                      | Misery Business                                     |
| 2007 | Saul Williams                                 | The Inevitable Rise and Liberation of NiggyTardust! |
| 2008 | Ba Cissoko                                    | In the Name of Love: Africa Celebrates U2           |

## The Three Sunrises
The Three Sunrises is een nummer van de ep Wide Awake in America uit 1985.
| Jaar | Gecoverd door    | Album                              |
| ---- | ---------------- | ---------------------------------- |
| 2007 | Marcus Satellite | The Marcus Satellite Tribute to U2 |

## Trip Through Your Wires
Trip Through Your Wires is het achtste nummer op het album The Joshua Tree.
| Jaar | Gecoverd door | Album                              |
| ---- | ------------- | ---------------------------------- |
| 2001 | Pickin' On    | Pickin' on U2: A Bluegrass Tribute |

## Two Hearts Beat as One
Two Hearts Beat as One is de tweede single van het album War. De single is alleen in de Verenigde Staten, het Verenigd Koninkrijk en Australië uitgebracht.
| Jaar | Gecoverd door                | Album                                            |
| ---- | ---------------------------- | ------------------------------------------------ |
| 1999 | Royal Philharmonic Orchestra | Pride: The Royal Philharmonic Orchestra Plays U2 |
| 2007 | Marcus Satellite             | The Marcus Satellite Tribute to U2               |

## The Unforgettable Fire
The Unforgettable Fire was de tweede single van het gelijknamige album.
| Jaar | Gecoverd door | Album               |
| ---- | ------------- | ------------------- |
| 2000 | Kane          | With or Without You |

## When Love Comes to Town
When Love Comes to Town was een samenwerking tussen U2 en B.B. King, en werd als single van het album Rattle and Hum uitgebracht.
| Jaar | Gecoverd door | Album                                          |
| ---- | ------------- | ---------------------------------------------- |
| 2004 | Todd Agnew    | In the Name of Love: Artists United for Africa |

## Where the Streets Have No Name
| Jaar | Gecoverd door    | Album                                          |
| ---- | ---------------- | ---------------------------------------------- |
| 1990 | Pet Shop Boys    | Behavior                                       |
| 2000 | Kane             | With or Without You                            |
| 2001 | Pickin' On       | Pickin' on U2: A Bluegrass Tribute             |
| 2004 | Chris Tomlin     | In the Name of Love: Artists United for Africa |
| 2004 | Vanessa Carlton  | Harmonium                                      |
| 2007 | Marcus Satellite | The Marcus Satellite Tribute to U2             |
| 2008 | Tony Allen       | In the Name of Love: Africa Celebrates U2      |

## Wire
Wire is het derde nummer op het album The Unforgettable Fire.
| Jaar | Gecoverd door    | Album                              |
| ---- | ---------------- | ---------------------------------- |
| 2007 | Marcus Satellite | The Marcus Satellite Tribute to U2 |

## With or Without You
With or Without You is de eerste single van het album The Joshua Tree uit 1987. Het is een van de populairste nummers van U2. De single was de eerste die de nummer 1-positie in de Verenigde Staten haalde.
| Jaar | Gecoverd door       | Album                                          |
| ---- | ------------------- | ---------------------------------------------- |
| 1997 | Mary Kiani          | Long Hard Funky Dreams                         |
| 1999 | Heaven 17           | We Will Follow: A Tribute to U2                |
| 2000 | Kane                | With or Without You                            |
| 2001 | Pickin' On          | Pickin' on U2: A Bluegrass Tribute             |
| 2003 | Gregorian           | Masters of Chant Chapter IV                    |
| 2004 | GRITS & Jadyn Maria | In the Name of Love: Artists United for Africa |
| 2006 | Keane               | BBC Radio One Live Lounge Vol. 1               |
| 2007 | Marcus Satellite    | The Marcus Satellite Tribute to U2             |
| 2007 | Sitti Navarro       | My Bossa Nova                                  |
| 2008 | Les Nubians         | In the Name of Love: Africa Celebrates U2      |
| 2008 | Wayne Hussey        | Bare                                           |

Bono · The Edge · Adam Clayton · Larry Mullen jr.